# Immanuel Klinikum Bernau
Das Immanuel-Klinikum Bernau, Herzzentrum Brandenburg (Eigenschreibweise Immanuel Klinikum Herzzentrum Brandenburg / IKHB) in der Stadt Bernau ist eines der vier Hochschulkrankenhäuser der Medizinischen Hochschule Brandenburg. Das heutige Klinikum entwickelte sich schrittweise aus einem Haus zur Gesundung und Pflege von maximal 60 erkrankten Personen, das im Jahr 1910 an der Straße nach Ladeburg eröffnet wurde. Es ist mit der Integration des Klinikums Buchs auf Herzkrankheiten spezialisiert und darüber hinaus Akademisches Lehrkrankenhaus im Verbund der Universitätskliniken.

## Lage und Beschreibung
Das gesamte Krankenhausgelände befindet sich im Nordwest-Bereich der Stadt Bernau und liegt außerhalb des Stadtmauer-Ringes. Das Hauptgebäude erstreckt sich mit seiner Hauptachse in Nord-Süd-Richtung und wurde verputzt. Ein mit roten Dachziegeln belegtes gegliedertes Pultdach bedeckt es. Das Krankenhausensemble bestand aus einem rechteckigen großen Hauptgebäude (etwa 65 Meter lang und 22 Meter breit), einem Infektionshaus und einer Leichenhalle. Im Haupthaus befanden sich vier Krankenzimmer mit je vier Betten, sieben Krankenzimmer mit je zwei Betten und drei Zimmer für Kranke erster und zweiter Klasse mit je einem Bett. Darüber hinaus gab es im Dachgeschoss Reserve-Krankenzimmer und drei Isolierzellen, einen Operationssaal, ein Laboratorium und einen großen Gemeinschaftsraum. Tagesräume, Bäder sowie Wohnungen für Krankenschwestern, Krankenwärter und sonstiges Personal vervollständigten die Ausstattung. Im Erdgeschoss war die Küche angeordnet und Speiseaufzüge brachten das Essen auf die jeweiligen Etagen. Im Kellerbereich wurden eine Zentral-Niederdruck-Dampfheizung installiert und das Rohrsystem für Be- und Entwässerung. Zwischen den Bauten und der Ladeburger Chaussee konnte ein kleiner Erholungspark angelegt werden.

## Geschichte

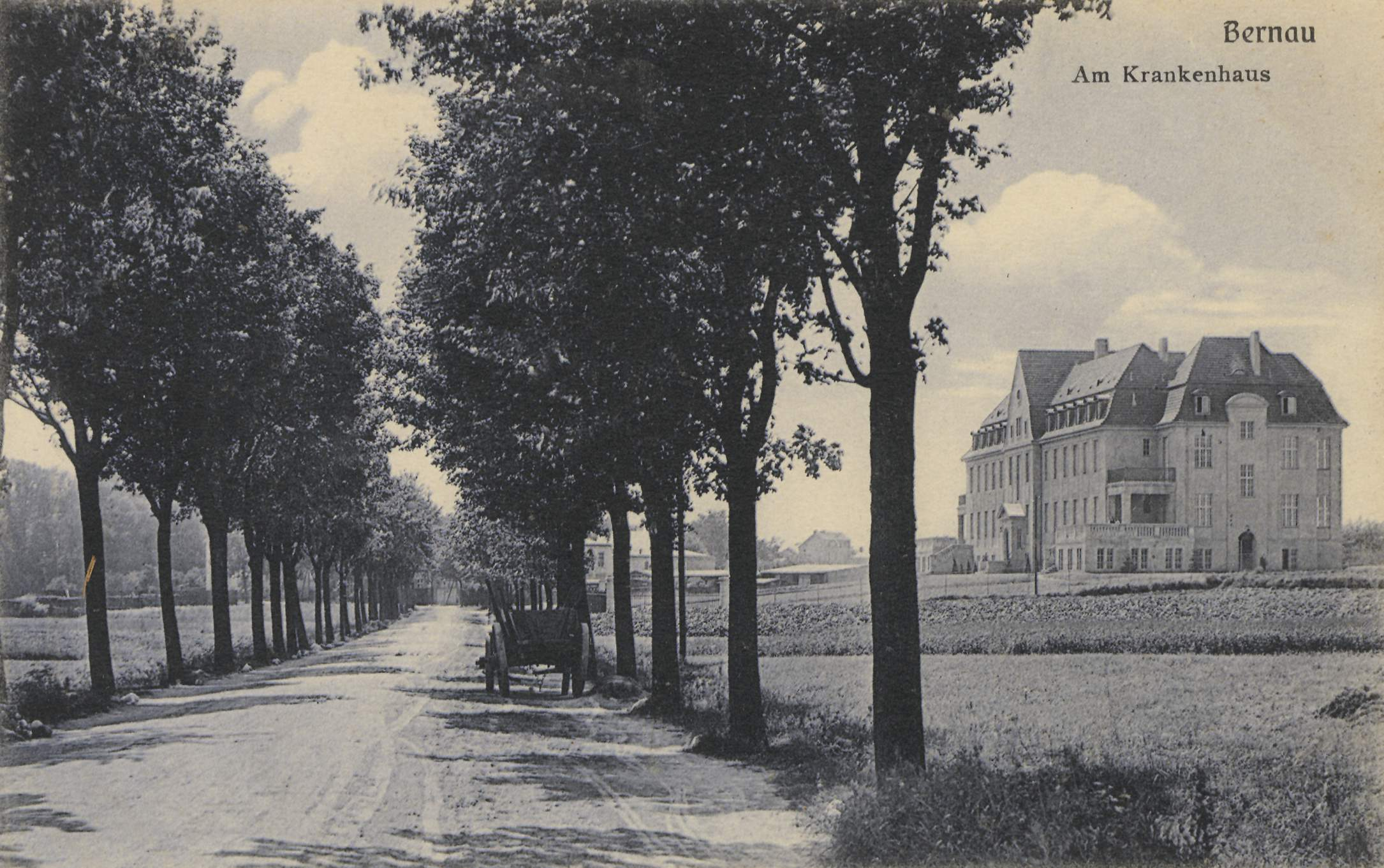
Erstes Krankenhaus für Bernau und Umgebung

### Entstehung und Nutzung bis 1933
Am 15. Februar 1907 fassten die Bernauer Stadtväter den Beschluss, ein stadteigenes Krankenhaus errichten zu lassen. Sie gewannen den Regierungs- und Kreisbaumeister Theodor Kleemann aus Berlin, tätig in der Provinzialbehörde Kreisbaupolizeiamt, für die Planung und die Bauleitung. Als Vorgabe galt: die Baukosten sollten höchstens 200.000 Mark betragen und es sollte mindestens vierzig Betten bereithalten. Als Baufläche war ein der evangelischen Marienkirche gehörendes Gelände „links von der Ladeburger Chaussee“ von etwa zehn Morgen vorgesehen, das die Stadt kaufen wollte. Einige Monate später stimmte das Königliche Konsistorium dem Verkauf zu und es kam auch ein Finanzierungsvertrag zwischen der Stadtverwaltung und dem Kreisausschuss des Kreises Niederbarnim über ein „zinsfreies Darlehen in Höhe der Hälfte der geplanten Kosten bis zum Höchstbetrage von 115.000 M“ zustande. Die andere Hälfte der Baukosten trug der Magistrat von Bernau.
Der Bau konnte 1909 beginnen und am 20. Juni 1910 zogen die ersten Patienten ein. Es galt, dass „Kranke jeder Art ohne Rücksicht auf die Konfession aus den zum Kreise Niederbarnim gehörenden Ortschaften unter den gleichen Bedingungen aufzunehmen (sind), wie solche aus der Stadt Bernau aufgenommen werden“. Erster Chefarzt des Bernauer Krankenhauses wurde Dr. Milbradt.
Ab 1. Januar 1917, im Ersten Weltkrieg diente das Bernauer Krankenhaus neben zwei Gasthöfen als Reservelazarett.  
Der Kreis Niederbarnim übernahm im April 1918 das Bernauer Krankenhaus, welches damit zu einem Kreiskrankenhaus avancierte. Die kreditierten Stadtbaukosten und die nun entstehenden Kosten für den Krankenhausbetrieb trug somit die Kreisverwaltung. Bernau war diese Schulden los.

### In der Zeit des Nationalsozialismus
Hierzu gibt die Chronologie keine Informationen.

### Zwischen 1945 und 1990
Nach dem Ende des Zweiten Weltkriegs diente die medizinische Einrichtung höchstwahrscheinlich zunächst der roten Armee. 
Im Jahr 1952, nach Gründung der DDR, wurde Bernau Kreisstadt im Bezirk Frankfurt (Oder) und war nun wieder für das Krankenhaus zuständig. Es wurde in den folgenden Jahren in kleinen Schritten immer wieder modernisiert, erweitert (eine Kinderstation, ein neues Heizhaus, einige Fachbereiche konnten in umliegende Ortschaften ausgelagert werden), auch die medizinischen Geräte wurden stetig erneuert. So blieb es bis zur deutschen Wiedervereinigung Kreiskrankenhaus. Mit dem Ende der DDR wanderten Mediziner und andere Fachkräfte in die alten Bundesländer ab und das Schicksal der Kommunaleinrichtungen stand auf der Kippe. In dieser Situation engagierten sich drei Mitarbeiter des Krankenhauses, Andreas Neue, Udo Grzemba und Dr. Bernd Julian und gewannen weitere Demonstranten bis vor das Rathaus mit konkreten Forderungen zum Weiterbetrieb der Klinik. Als sich jedoch nichts tat, traf sich Neue mit späteren SPD-Landrat Dieter Friese: sie schlossen auf einem Bierdeckel einen Vertrag, der letztendlich die Schulen und Kindereinrichtungen sowie das Krankenhaus erhalten konnten. Kurzgefasst war dort unterschriftlich festgehalten: „Die SPD bekommt die Schulen, die CDU das Krankenhaus und Bernau wird zum zentralen Gesundheitsstandort.“

### Seit Oktober 1990
Im Jahr 1995 übernahm die Evangelisch-Freikirchliche Gemeinde Berlin-Schöneberg, die Immanuel Diakonie, die spätere Immanuel Albertinen Diakonie das ehemalige kommunale Krankenhaus. Inhaltlich wurde es auf Herzerkrankungen umgestellt.
Parallel dazu erfolgte bis 1998 ein Neubau unmittelbar gegenüber der Hauptfront des weiter betriebenen Erstbaus nach Plänen des Bauingenieurs und Architekten Markus Legiehn. Schließlich wurde das Herzzentrum Berlin-Buch integriert, sowohl regional als auch überregional ausgerichtet; das übrige Krankenhaus dient der medizinischen Grundversorgung.
Das Klinikum gehört zum Verbund der Deutschen Gesellschaft für Kardiologie (DGK). Es ist zudem Partner im Netzwerk Gesunde Kinder.
Das Klinikum unterhält fünf Operationssäle, davon einen Hybrid-Operationssaal mit Röntgenbildgebung für kathetergestützte, minimal-invasive Herzklappenoperationen und Eingriffe am Gefäßsystem. Alle Säle verfügen über modernste Medizintechnik.

## Fachbereiche und Statistiken
Die Einrichtung betreibt diese acht Fachbereiche:
- Kardiologie
- Innere Medizin
- Allgemeine Chirurgie
- Herzchirurgie
- Gefäßchirurgie
- Gynäkologie und Geburtshilfe
- Pädiatrie
- Anästhesiologie, Intensivmedizin und Schmerztherapie.

Eine interdisziplinäre Rettungsstelle vervollkommnet das Leistungsspektrum des IKHB.
Im statistischen Durchschnitt sind im Immanuel-Klinikum 595 Personen beschäftigt.
Behandlungen im Jahr 2024:
- Vollstationäre Fallzahl: 11.482[8]
- Ambulante Fallzahl: 29.000[8]

Gesamt: 40.844

## Auszeichnungen/Zertifizierungen
In den 2010er Jahren erfolgten u. a. folgende Zertifizierungen:
- Chest Pain Unit
- Zertifiziertes Hypertoniezentrum DHL
- Mitralklappenzentrum DGK
- Vorhofflimmer-Zentrum DGK
- TAVI-Zentrum

## Weiteres
Es gibt eine Zusammenarbeit mit dem Orotta Hospital in Eritrea. Hier haben zwei Mediziner aus Bernau beim Aufbau eines Bereiches Neonatologie tatkräftig mitgewirkt.
Zur unkomplizierten und schnellen Betreuung von Patienten betreibt das IKHB Telemedizin, aktuell mit rund 100 Personen auch außerhalb Deutschlands im Rahmen des prämierten Fontane-Projektes.
Im Gebäude des Klinikums ist das Immanuel MVZ Barnim untergebracht.